# 퓨젯 사운드 대학교
퓨젯 사운드 대학교(University of Puget Sound, Puget Sound, UPS)는 사립 리버럴 아츠 컬리지로 미국 워싱턴주 타코마 북쪽 노스 엔드에 위치하고 있다. 워싱턴주 서부에서는 유일한 국가 승인 독립 학부 리버럴 아츠 컬리지이다.
퓨젯 사운드 대학교는 문학사(Bachelor of Arts), 이학사(Bachelor of Science), 음악 학사(Bachelor of Music), 교육 문학 석사(Master of Arts in Teaching), 교육학 석사(Master of Education), 작업 치료 석사(Master of Occupational Therapy), 물리 치료 박사(Doctor of Physical Therapy) 학위를 수여한다. 16개 국 44개 주에서 2,600명 가량의 학생들이 온다. 매년 50개 이상의 전통적, 융합학제적 분야에서 1,200개 강의를 제공하고 있다.
2012년에 퓨젯 사운드 대학은 대학 안내서인 내 인생을 바꾸는 대학에서 선정한 미 전역의 40개 학교 중 하나로 선정되었다. 안내서에서는 이 대학의 역동적인 커리큘럼, 교수와 학생간의 긴밀한 관계, 이상적인 위치, 동문들의 지속적인 성공을 다른 학교와 차별되는 훌륭한 점으로 꼽았다.
연합 감리 교회와 연관되어 있지만, 공식적으로는 더 이상 교회에 속해 있지 않으며 이사회 역시 독립적으로 선출한다.

## 역사
퓨젯 사운드 대학교는 1888년 타코마 시내에 감리교감독교회(Methodist Episcopal Church)가 설립하였다. 타코마에 대학을 설립하고자 하는 생각은 노스웨스턴 대학교 총장을 지냈던 적이 있는 찰스 핸리 파울러(Charles Henry Fowler)가 시초였다. 파울러는 타코마의 감리교 회의에서 지역내 기독교 교육 기관에 관한 비전을 이야기했다. 회의 보고서에 의하면:
| “ | 우리는 진심을 다해 헌신할 것입니다.. 회의의 제한 내에서 가능한 충분한 시설을 갖춘 교육기관을 설립해.. 영내의 감리교인들의 존경과 후원을 받는.. 또 그로 인해 단합되고 신앙심 깊은 노력들이 이 땅의 찬양이 될 교육 기관의 설립으로 결실을 맺도록 할 것입니다. | ” |

두 도시가 유치 경쟁에 참여했는데 포트 타운센드와 타코마였다. 위원회는 결국 타코마의 손을 들어주었다. 1888년 3월 17일에 올림피아에서 헌장이 제정 및 채택되었다. 이 날은 공식적인 학교 출범일이기도 하다. 이 때의 공식 학교 명칭은 "The Puget Sound University"였다. 1890년 9월에 퓨젯 사운드 대학이 문을 열어 88명의 학생이 입학하였다.
개교 초에는 도덕적 신념에 대한 강조가 많았다: 학생들은 취하게 만드는 음료나, 술집 출입, 도박, 흡연, 교내의 외설적인 그림이나 글 작성에 대해 경고를 받았다. 학교는 또한 재정적으로 떠들썩한 초창기를 보냈는데 기부금이 부족하여 종종 교수들에게 봉급을 지불하는 데에 어려움을 겪기도 하였다. 13년간 학교는 세 번의 이사를 하였는데 한 번은 포틀랜드 대학(Portland University, 현재 University of Portland의 전신)과 합병되기도 하였다. 일 년 뒤 1899년에 타코마의 9번가(9th Street)와 G거리(G Street) 위치에 다시 문을 열어 새로운 이사진과 함께 새롭게 설립되어 현재의 "University of Puget Sound"로 재탄생하였다.

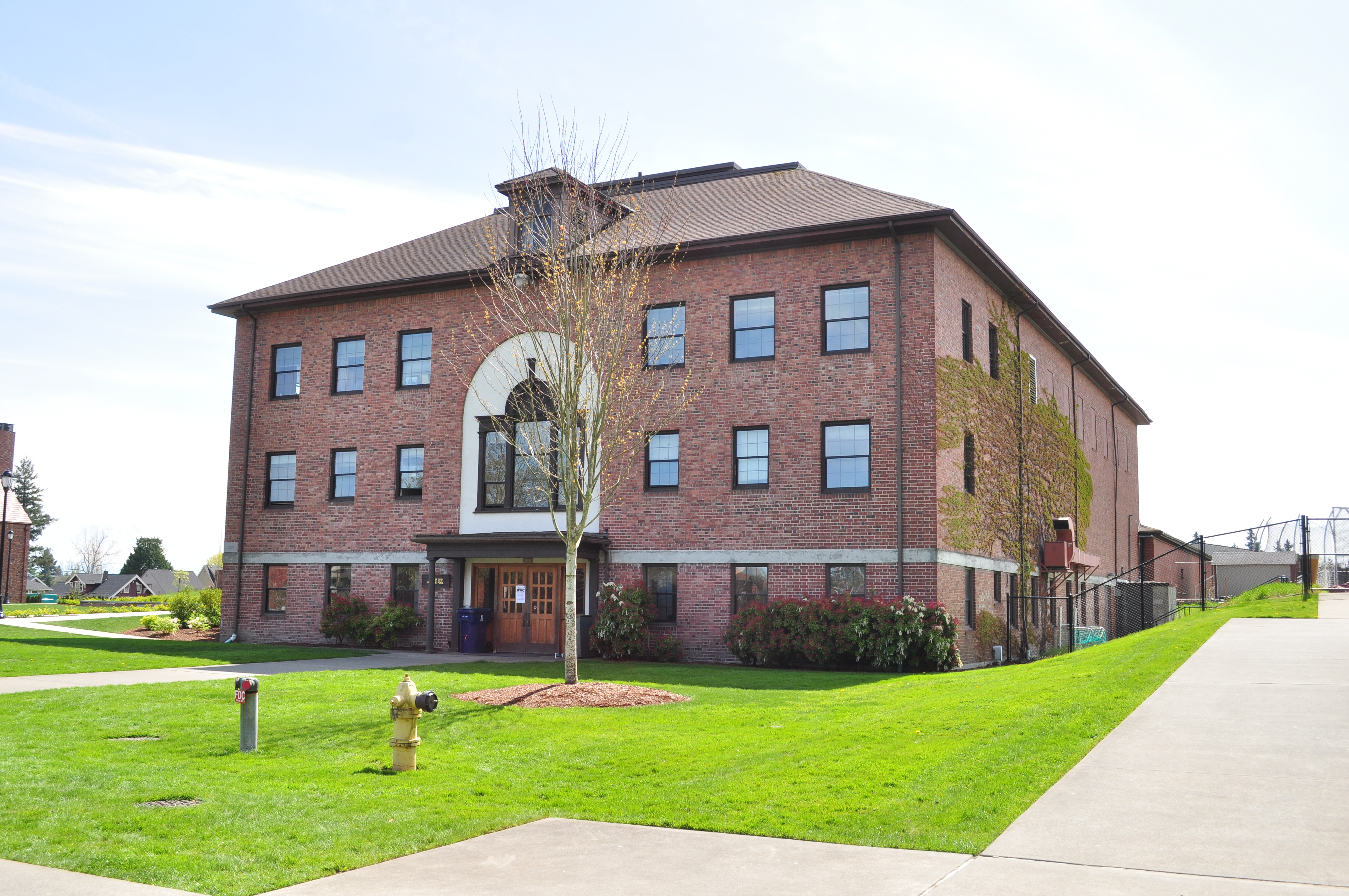
워너 체육관. 1924년 당시 최초 건물들 중 하나.

학교의 성격은 에드워드 토드(Edward H. Tood, 1913-1942) 총장 재임시기에 굉장히 많이 바뀌었는데 그는 학교를 재정적 학문적으로 안정시키기 위해서 동분서주하였다. 그의 재임기간에 "백만불 캠페인"을 시작하여 건축비, 장비비, 기부금등을 포함한 1,022,723불을 모금하였다. 이 재정을 토대로 학교는 1924년 현재 위치인 타코마의 노스엔드 거주지의 교풍을 잘 드러내주는 다섯 채의 건물로 이사하였다. 1914년 학교는 "College of Puget Sound"로 개명되었다.
프랭클린 톰슨(R. Franklin Thompson, 1942-1973) 총장은 대규모의 물적 기관적 챙창을 이끌었다. 이 시기에 대부분의 학교 건물들이 건축되었다. 1960년 학교 명칭은 "College of Puget Sound"에서 현재 이름과 같은 기존의 "University of Puget Sound"로 복원되었다.
필립 핍스(Phillip M. Phibbs) 총장은 1973년부터 1992년까지 학교의 색채를 바꾸기 위해 노력하였다. 1980년 학교는 감리교 교회와의 관계를 벗고 독립적인 이사회를 구성해 대학의 모든 재정적 책임을 지도록 하였다. 또한 이 시기에 대학은 우수한 학부교육에 집중하기 시작하면서 로스쿨과 대학원을 제외한 모든 교외 프로그램들을 폐지하였다. 이 시기에 도서관 장서가 다양해지고 교수 수도 획기적으로 늘었다.
수잔 레즈넥 피어스(Susan Resneck Pierce, 1992-2003) 총장이 취임하면서 로스쿨은 학부 캠퍼스에 리소스를 집중하고자 하는 취지로 시애틀 대학교(Seattle University)로 인수되었다. 그녀의 재임시기에 학교는 거의 일억불 규모의 건축과 리노베이션을 마쳤다. 콜린스 메모리얼 도서관(Collins Memorial Library)과 네 곳의 학교 건물이 개축되었고 와이어트 홀(Wyatt Hall)은 인문학과의 늘어나는 수업과 사무실 공간을 충족하기 위해 건축되었다. 트림블 생활관(Trimble Residence hall)이 건축되어 교내 기숙학생의 비율이 65%가 되었다. 입학 SAT 점수는 1067에서 1253으로 올랐고 기부금의 액수도 기존의 세배 이상에 이르게 되었다.
2003년부터 2016년초 까지의 총장은 로날드 토마스(Ronald R. Thomas)였다. 학생들이 "론 톰(Ron Thom)"으로 주로 불렀으며 빅토리아 시대 문학 학자이며 트리니티 대학교(Trinity College)의 전임 부총장이기도 하였다.
2016년 2월에 학교는 아이시아 크로포드 박사(Dr. Isiaah Crawford)가 토마스 총장의 퇴임에 뒤를 위어 총장에 선출됐음을 알렸다. 크로포드 총장은 2016년 7월부터 업무에 들어갔다.

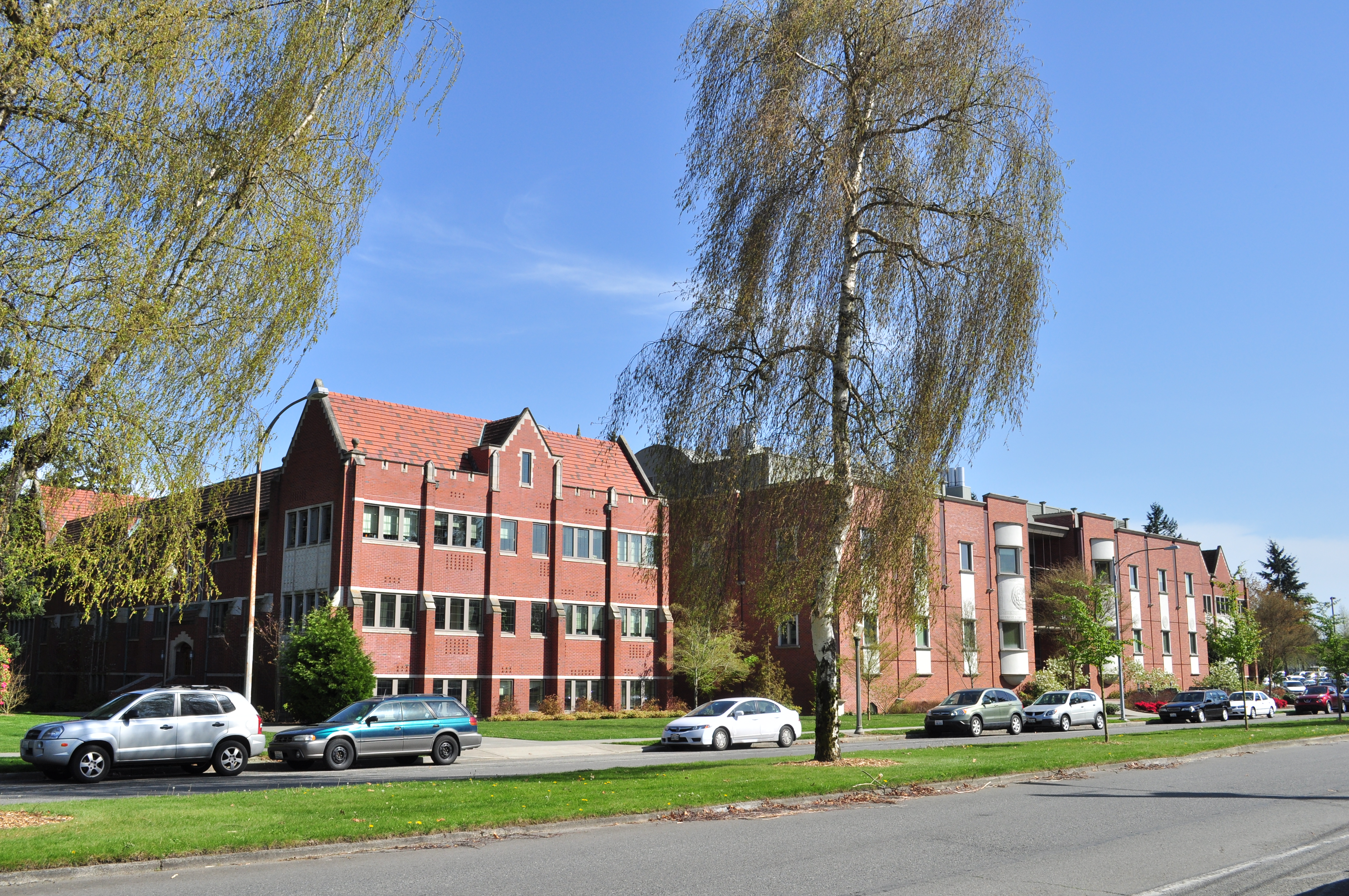
유니온 거리에 위치한 하네드 홀과 톰슨 홀. 중앙이 하네드 홀. 양 옆이 톰슨 홀의 각 동.

자연과학의 중심인 톰슨 홀(Thompson Hall)은 건물 서쪽에 새로운 동 하네드 홀 추가와(Harned Hall, 2006년 완료) 기존 건물의 대규모 실험실 및 시설 증축을 포함한 리노베이션을 거쳤다. 모든 개축은 2008년 중반에 끝났다. 이 단지는 "퓨젯 사운드 과학 센터" 로 불린다. 중앙 정원의 아름다운 플렉시글라스 돔 내에는 커피숍인 오펜하이머 카페가 위치해있다.
2013년 가을 학교는 다섯 개의 학교 프로그램을(인문학, 환경 및 아웃도어 리더쉽, 국제 경험 학습, 기업가 정신, 우등 프로그램) 아우르는 11개의 "하우스"로 구성된 어퍼 디비전(3, 4학년) 학생 기숙사 토마스 홀(Thomas Hall)을 열었다. 기숙사에는 135명의 학생이 살고 있으며 세미나실, 네 개의 독서실, 150명 수용의 이벤트 공간이 있어 특별 행사나 초청 강연, 공연 등을 주최하고 있다.

### 역대 총장
1. 윌리엄 타일러, Hon. William D. Tyler (1888–1890)
2. 플레쳐 체링턴, Rev. Dr. Fletcher B. Chereington (1890–1892)
3. 크로포드 토번, Rev. Dr. Crawford R. Thoburn (1892–1899)
4. 윌모트 윗필트, Rev. Dr. Wilmot Whitfield (1899–1901)
5. 찰스 보이어, Rev. Prof. Charles O. Boyer (총장 대행, 1901–1903)
6. 에드윈 렌달 쥬니어, Rev. Dr. Edwin M. Randall Jr. (1903–1904)
7. 조셉 윌리엄즈, Rev. Dr. Joseph E. Williams (1904–1907)
8. 리 벤보우, Prof. Lee L. Benbow (1907–1909)
9. 쥴리어스 크리스챤 젤러, Rev. Dr. Julius Christian Zeller (1909–1913)
10. 에드워드 토드, Rev. Dr. Edward H. Todd (1913–1942)
11. 프랭클린 톰슨, Rev. Dr. R. Franklin Thompson (1942–1973)
12. 필립 핍스, Dr. Philip M. Phibbs (1973–1992)
13. 수잔 레즈넥 피어스, Dr. Susan Resneck Pierce (1992–2003)
14. 로날드 토마스, Dr. Ronald R. Thomas (2003–2016)
15. 아이시아 크로포드, Dr. Isiaah Crawford (2016-)

## 캠퍼스
캠퍼스는 워싱턴주 타코마 노스엔드의 거주지역에 위치해 있어 시내 프록터(Proctor)와 6번가(Sixth Avenue) 지역에서 도보로 몇 분이면 올 수 있다.
로날드 토마스(Ronald Thomas) 총장은 근래에 캠퍼스를 보존하면서도 미관적으로 또한 근본적으로 확장하는 마스터플랜을 실시하였다. 이 계획에 의하면 캠퍼스 내 기숙의 비율은 75%까지 올라가고 새로운 건물들의 건축 역시 허가하게 된다.
캠퍼스 건물들은 대부분 튜더 고딕 건축 스타일의 벽돌 건물들로 이루어져 있다. 건물들은 주로 쿼드(사각형 안뜰 구조)로 조직되어 있다. 세개의 주요 쿼드는 거주동이 위치한 노스 쿼드(North Quad)와 사우스 쿼드(South Quad) 그리고 존스홀 (Jones Hall)과 콜린스 메모리얼 도서관(Collins Memorial library), 음악동(Music Building)이 위치한 칼렌 쿼드(Karlen Quad)이다. 도서관은 타코마 출신 건축가 실라스 넬슨 (Silas E. Nelson)이 1954년에 디자인했다. 이는 후에 개조되었다.
토마스 총장은 새로 짓는 건물들에 대해서도 대학의 이미지로 알려져 있는 고딕 스타일을 유지하겠다는 의견을 글로 피력한 바가 있다.

## 주목할 만한 동문
- 빌 바스마, Bill Baarsma (1964), 타코마 시장, 2002–2009
- 테리 베인, Terry Bain (1989), 소설가, 단편소설 작가
- 스캇 베잇먼, Scott Bateman (1986), 유명 만화가
- 테드 번디, Ted Bundy (학위를 받지 않은 동문), 1989년 사형된 연쇄 살인범. 워싱턴 대학교로 편입하기 전 일년간 재학 (1965–66)
- 호세 칼루가스, Jose Calugas (1961), 명예훈장(Medal of Honor) 수상자
- 윌리엄 캔필드, William Canfield (’76, P’08) 폼페병을 완화하는 효소를 개발한 당생물학자
- 테리 케슬, Terry Castle (1975), 스탠포드 대학교 영문학 교수
- 데일 치훌리, Dale Chihuly (학위를 받지 않은 동문), 유리 예술가
- 조리 치스홀름, Jori Chisholm (1997), 챔피언 백파이프 연주자
- 그렉 크레이븐, Greg Craven, 유투브에서 화제가 된 영상을 제작한 기후변화 운동가
- 그렛첸 프레이저, Gretchen Fraser (1941), 1948년 동계 올림픽 회전 종목 금메달리스트
- 스캇 그리핀, Scott Griffin (MBA 1982), 보잉사 CIO
- 메리온 히긴스, Marion Higgins (1897), 한때 켈리포니아 최연장자이기도 했던 112세 장수인
- 저스틴 자스크, Justin Jaschke (1984), 베리오사 창립자이자 전 CEO
- 베이어드 존슨, Bayard Johnson, 시나리오 작가 (정글북 2, 타잔과 잃어버린 도시)
- 에드워드 르샤펠, Edward LaChapelle (1949), 눈사태 연구가이자 빙하학자
- 레이첼 마틴, Rachel Martin (1996), NPR 위켄드 에디션 선데이(Weekend Edition Sunday) 진행자
- 찰리 로우리, NBA 농구 선수
- 죠지 오바이오져, George Obiozor (1969), 주미 나이지리아 대사
- 마이크 올리펀트, Mike Oliphant (1988), NFL 미식축구 선수
- 션 파넬, Sean Parnell (JD 1987), 알라스카 주지사
- 크리스 피리, Chris Pirih (1987), 마이크로소프트 윈도우 초창기의 유명한 컴퓨터 게임 스키프리 제작자
- 마이크 프라이스, Mike Price (1969), 워싱턴 주립 대학교(Washington State University)와 텍사스 엘 파소 대학교(University of Texas at El Paso) 미식축구 수석 코치
- 크리스틴 퀸-브린트널, Christine Quinn-Brintnall (로스쿨 1980), 워싱턴주 상소 법원 판사
- 로알드 라이탄, Roald Reitan, 메트로폴리탄 오페라 스타
- 로스 샤퍼, Ross Shafer (1975) 코미디언, 동기부여 강연자(motivational speaker)
- 다비 스텐치필드, Darby Stanchfield (1993), 배우, 매드맨(Mad Men) ,스캔들(Scandal) 출연
- 릭 스티브스, Rick Steves (학위를 받지 않은 동문), 유명한 릭 스티브스의 여행 가이드 시리즈와 PBS 방송국의 "릭 스티브스의 유럽(Rick Steve's Europe)" 제작, 한 한기만 학교를 다니고 경제 사정과 여행을 위한 자유시간을 가지고 싶은 등의 이유로 워싱턴 대학교(University of Washington)로 편입
- 제프 스미스, Jeff Smith (1967), 스타 셰프, "소박한 미식가(The Frugal Gourmet)" 출연
- 브라이언 손텍, Brian Sonntag (학위를 받지 않은 동문), 워싱턴주 회계 감사관(auditor)
- 하리 스리니바산, Hari Sreenivasan (1995), 짐 레러의 뉴스아워(NewsHour with Jim Lehrer) 특파원
- 아담 웨스트, Adam West (학위를 받지 않은 동문), 배우, 배트맨으로 잘 알려짐, 휘트만 칼리지로 편입
- 밀트 우다드, Milt Woodard (1933), 스포츠 경영인, 미식축구리그의 공동 창립자